# Jan Dubčanský ze Zdenína na Habrovanech
Jan Dubčanský (mladší) ze Zdenína na Habrovanech byl šlechtic z rodu drobných šlechticů pocházející z Čech, který sídlil na Moravě. 
Jeho otec Jan Dubčanský ze Zdenína, který vlastnil statky na Moravě, byl představitelem Sekty habrovanských. Za otcova života se Jan Dučanský v pramenech neuvádí. První nepřímá písemná zmínka se objevuje až roku 1537 v souvislosti s jeho bratrem Vilémem, který po otcově smrti roku 1543 držel Luleč. Jméno Jana Dubčanského ze Zdenína a Habrovan se objevuje v listinách až o 13 roků později, kdy se svým bratrem Fridrichem koupil část holštejnského panství.  23. 4. 1550 mu připsal Oldřich Přepyský z Rychmburka pustý zámek Holštejn s pustým městečkem, ves Ostrov s dvorem a kostelním podacím, ves Lipovec se dvorem a kostelním podacím, tři lány v Šošůvce a pusté vsi Hamlíkov, Kulířov, Housko a půl Podomí.
Jan Dubčanský mladší nedosáhl proslulosti svého otce. Zemřel pravděpodobně roku 1553. Jména jeho potomků nejsou známa. Zdá se, že i jeho bratr Fridrich nežil o moc déle a ani on neměl žádných potomků. Další bratr Vilém tak zdědil po svých sourozencích jak Habrovany, tak část bývalého holštejnského panství. Po Vilémovi zdědil tyto majetky jeho syn Jan Dubčanský (nejmladší). Ten roku 1567 prodal Bernardu Drnovskému na Rájci holštejnské zboží, v roce 1571 prodal Janu Bohuslavovi Zoubkovi ze Zdětína i panství habrovanské. Od té doby o něm není nic známo.